# Вихилівка
Вихилі́вка — село в Ярмолинецькій селищній громаді Хмельницького району Хмельницької області. Населення становить 271 осіб.

## Символіка

### Герб
Червоний щит поділений золотим косим хрестом із чотирьох вигнутих крил вітряка, між якими срібні вогні. Щит вписаний в золотий декоративний картуш і увінчаний золотою сільською короною. Унизу картуша напис "ВИХИЛІВКА".

### Прапор
Квадратне червоне полотнище розділене жовтим косим хрестом із чотирьох вигнутих крил вітряка, між якими білі вогні. Ширина крила дорівнює 1/3 ширини прапора.

### Пояснення символіки
Вигини крил вітряка – стилізація назви села, водночас символ багатьох вітряків, що існували в селі; срібні вогні – символ багаточисельних кузень. На прапорі повторюються кольори і фігури герба.

## Галерея

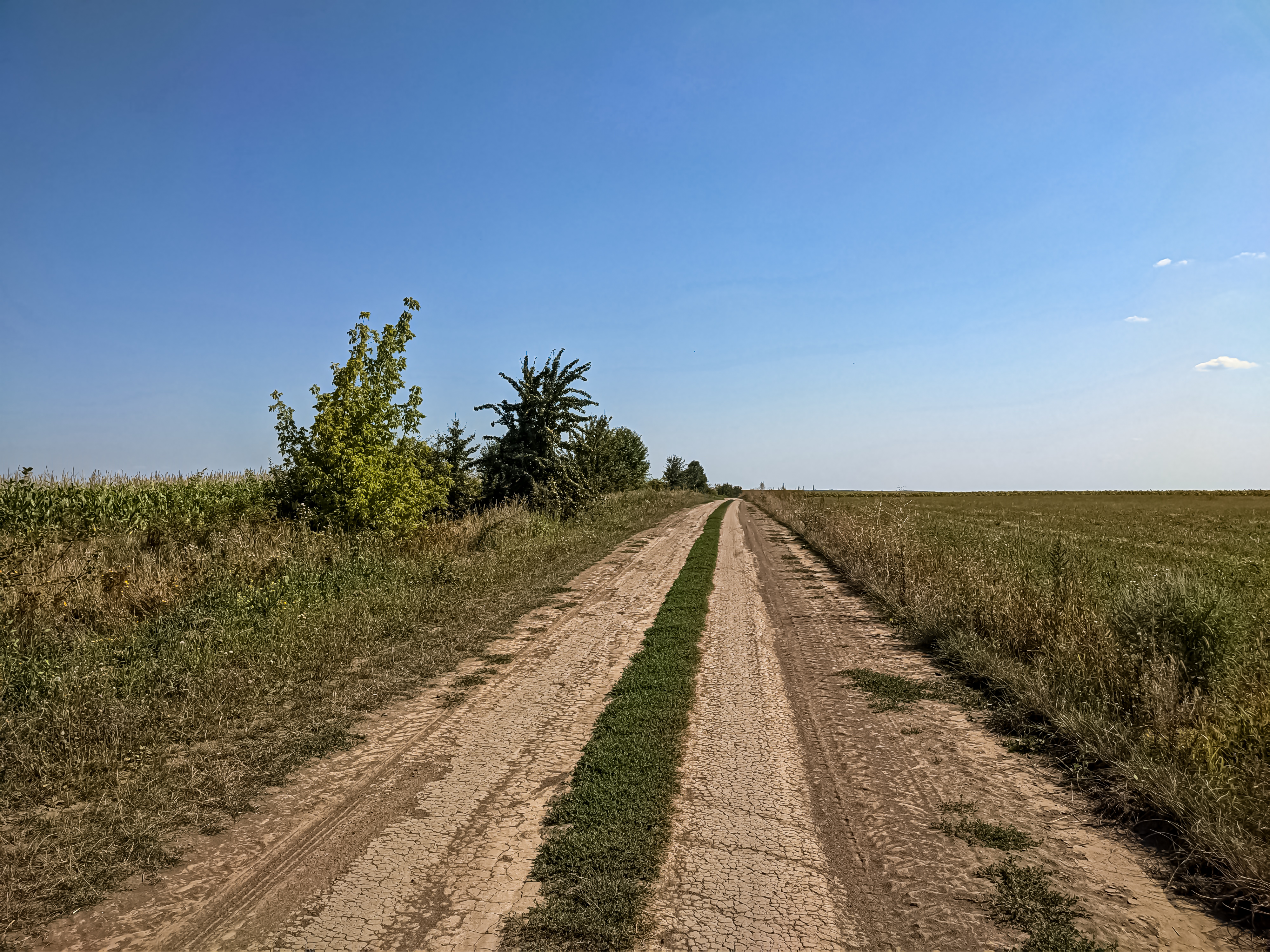
Польова дорога на село
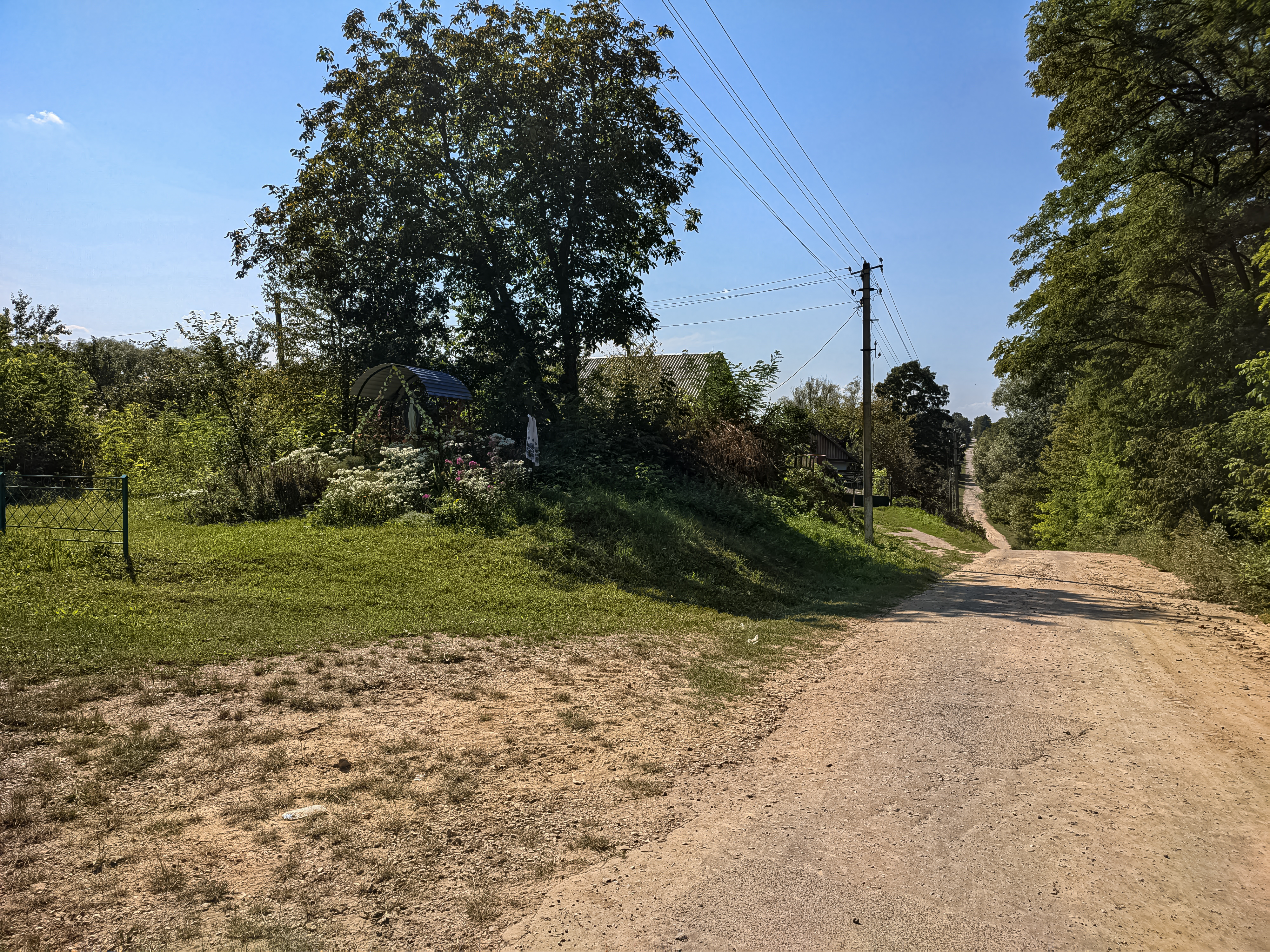
Центральна вулиця села

## Уродженці села
- Сельський Володимир Олександрович (1883—1951) — український геолог.
- Сівко Віталій Йосипович (1953—2007) — український скульптор, заслужений художник України.
- Левицький Модест Пилипович (1866—1932) — дипломат УНР, письменник, педагог, лікар.